# Johann Friedrich Krüger
Johann Friedrich Krüger (* 1770 in Strausberg; † 6. Februar 1836 in Quedlinburg) war Baumeister in Quedlinburg und Buchautor.

## Leben
Johann Friedrich Krüger studierte in Halle Theologie und war dann Hauslehrer in Poplitz bei Alsleben an der Saale. Die Theologie verließ er aus Abneigung und nahm eine Stelle in Quedlinburg als Bauschreiber an. Er war im Stift Quedlinburg als „stiftischer Baumeister“ angestellt. Aus der Neigung zu dieser Disziplin nahm er dann ein neues Studium in der Baukunst auf. Die Äbtissin Sophie Albertine von Schweden ernannte ihn in der Nachfolge des verstorbenen Landbaumeisters Breith zum Landbaumeister des Stifts. Als das Stift 1807 zum Königreich Westphalen kam, blieb Krüger zunächst in seiner Stellung. Im Jahre 1809 wechselte er als Domäneninspektor nach Kassel. 1813 wieder in Quedlinburg, erhielt Krüger von der preußischen Regierung Aufträge.
Krankheiten forderten ihren Tribut; 1820 ließ er sich pensionieren. Er veröffentlichte in der Folge (auch unter dem Pseudonym „Dr. Friedrich Albrecht Niemann“) Bücher zu verschiedenen Wissensgebieten.
Johann Friedrich Krüger starb 1836 in Quedlinburg.

## Schriften
(alle erschienen im Verlag Gottfried Basse, Quedlinburg und Leipzig)
- Über die Menge des Sandes oder Berechnung der Größe der Welt in Sandkörnern. Übersetzung des Werks Der Sandrechner von Archimedes aus dem Griechischen, 1820, Digitalisat
- Geschichte der Urwelt. 2 Bände, 1822–1823.
- Urweltliche Naturgeschichte der organischen Reiche: In alphabetischer Ordnung. 2 Bände, 1825.
- Anweisung zur Anlage und Erhaltung dauerhafter Wege und Straßen. Ein nützliches Hülfsbuch für Magisträte. 1826.
- Geographisch-statistisches Comtoir- und Zeitungs-Lexikon. 1827, 2. Auflage unter dem Titel Geographisches Handwörterbuch. 1830.
- Gemeinnützliches Fremdwörterbuch. 1828, 3. Auflage 1833.
- Das Innere der Erde, Oder: über die Bewohner der Unterwelt. Druck und Verlag von Gottfr. Basse, Quedlinburg, Leipzig 1833, urn:nbn:de:bsz:14-db-id19033948649.
- Vollständiges Handbuch der Münzen, Maße und Gewichte aller Länder der Erde. 1830 (Digitalisat) (HathiTrust) (Digitalisat)
- Das Kalenderbüchlein. Oder leichtfaßliche Erklärung aller Zeichen und Benennungen, welche in Kalendern vorkommen. [1831]
- Handbuch der Naturgeschichte. Ausgabe in 3 Bänden 1832–1836; Ausgabe in 2 Bänden 1835.
- Lateinisch-deutsches Handwörterbuch der botanischen Kunstsprache und Pflanzennamen. 1833.

Herausgeberschaft:
- Archiv für die neuesten Entdeckungen aus der Urwelt. Ein Journal in zwangfreien Heften. Hrsg. von Johann Georg Justus Ballenstedt und (ab 1820) J. F. Krüger. 6 Bände. 1819–1824
- Lebensbeschreibungen berühmter und merkwürdiger Personen unserer Zeit. Hrsg. von Carl Nicolai, Christian Niemeyer, J. F. Krüger. 5 Bände. 1817–1823 (Nachweis von Digitalisaten)
- Henri Marie Ducrotay de Blainville: Die versteinerten Fische. Herausgegeben, mit Anmerkungen und mit einer Vorrede versehen von J. F. Krüger. 1823 (Digitalisat)